# هرگز مرا فراری نده (فیلم ۱۹۳۵)
هرگز مرا فراری نده (به انگلیسی: Escape Me Never) فیلمی بریتانیایی در سبک درام است که در سال ۱۹۳۵ منتشر شد. این فیلم توسط پل سینر کارگردانی شده‌است و به تهیه‌کنندگی هربرت ویلکاکس می‌باشد. از بازیگران آن می‌توان به الیزابت برگنر و گریفیث جونز اشاره کرد. این فیلم از نمایش هرگز مرا فراری نده اثر مارگارت کِندی اقتباس شده‌است که بعدها شرکت برادران وارنر نسخه‌ای دیگر از آن را در سال ۱۹۴۷ بازسازی کردند. ویلیام والتون آهنگسازی کار را انجام داده‌است. برگنر به خاطر بازی در این فیلم نامزد دریافت جایزه اسکار بهترین بازیگر نقش اول زن شد ولی آن را به بت دیویس باخت.